# Balkanți, Dobrici
Balkanți (în bulgară Балканци, în română Ionuscilar) este un sat în comuna Gheneral-Toșevo, regiunea Dobrici, Dobrogea de Sud, Bulgaria. 
Între anii 1913-1940 a făcut parte din plasa Casim a județului Caliacra, România.

## Demografie
Componența etnică a satului Balkanți
     Bulgari (88,4%)
     Romi (8,69%)
     Nicio identificare (2,89%)
     Altele (0%)
La recensământul din 2011, populația satului Balkanți era de 69 locuitori. Din punct de vedere etnic, majoritatea locuitorilor (88,4%) erau bulgari, cu o minoritate de romi (8,69%). Pentru 2,89% din locuitori nu este cunoscută apartenența etnică.